# Elezioni parlamentari in Romania del 1990
Le elezioni parlamentari in Romania del 1990 si tennero il 20 maggio per il rinnovo della Camera dei deputati e del Senato. Si trattò della prima tornata elettorale dell'era democratica, organizzata a poco più di cinque mesi dal successo della rivoluzione romena del 1989, che mise fine alla dittatura comunista di Nicolae Ceaușescu. Per la prima volta in cinquant'anni i cittadini romeni furono chiamati alle urne per eleggere liberamente i propri rappresentanti, che formarono una legislatura costituente che rimase in carica due anni, elaborando la costituzione del nuovo stato democratico e guidando la transizione del paese all'economia di mercato.
Parteciparono alle elezioni ben 73 formazioni politiche, 27 delle quali riuscirono ad entrare in parlamento. I risultati mostrarono una netta vittoria dell'egemone Fronte di Salvezza Nazionale del neopresidente Ion Iliescu, già leader dell'organo di potere provvisorio, che nelle concomitanti elezioni presidenziali fu riconfermato nel ruolo di capo di stato con un travolgente 85%. Il partito ottenne la maggioranza assoluta sia alla camera che al senato, dando vita ad un governo monocolore con a capo Petre Roman, già primo ministro del governo provvisorio.

## Sistema elettorale
La legge prescriveva il sistema di voto proporzionale a liste bloccate senza soglia di sbarramento per entrambe le camere. Il numero di deputati sarebbe stato di 387, cui si aggiungevano i rappresentanti delle organizzazioni politiche delle minoranze etniche. I partiti delle minoranze già registrati al momento dell'emanazione della legge avrebbero avuto diritto ad un parlamentare anche nel caso in cui non avessero raggiunto il numero di voti necessario a garantirgli rappresentanza. Potevano candidarsi alla camera i cittadini di almeno 21 anni d'età.
Il numero dei senatori dipendeva dalla popolazione residente in ogni singolo distretto della Romania (14 senatori per la circoscrizione di Bucarest, 2 senatori per i distretti fino a 500.000 abitanti, 3 senatori per i distretti fino a 750.000 e 4 senatori per i restanti distretti). Potevano candidarsi al senato i cittadini di almeno 30 anni d'età.

## Quadro politico
La caduta del regime comunista avvenuta in seguito alla rivoluzione romena del 1989 creò un vuoto di potere che venne colmato con la creazione, il 22 dicembre 1989, di un ente di governo provvisorio, il Consiglio del Fronte di Salvezza Nazionale (CFSN), organizzazione composta prevalentemente da politici dissidenti del vecchio regime. Il riconoscimento del CFSN come organo di potere già il 22 dicembre diede al comitato esecutivo e, quindi, in mancanza di una vera opposizione politica strutturata, al suo presidente Ion Iliescu, la possibilità di gestire l'organizzazione e l'orientamento del neocostituito ente. I vertici del CFSN ottennero il potere di nomina del primo ministro e del consiglio dei ministri, nonché il controllo dell'esercito e di tutta la struttura di difesa del paese. Il 26 dicembre venne nominato primo ministro Petre Roman, mentre il 31 dicembre il CFSN emanò il decreto di abolizione del partito unico, consentendo la formazione di nuovi gruppi politici.
Furono rifondati, tra gli altri, i partiti "storici" precedentemente messi fuori legge dal Partito Comunista Rumeno, cioè il Partito Nazionale Contadino Cristiano Democratico (PNȚCD) di Corneliu Coposu, il Partito Nazionale Liberale (PNL) di Radu Câmpeanu e il Partito Social Democratico Romeno (PSDR) di Sergiu Cunescu, che si richiamavano ad una tradizione politica risalente agli anni trenta e quaranta.
Nel gennaio 1990 Iliescu decise di trasformare il CFSN in un partito politico, il Fronte di Salvezza Nazionale (FSN), per poter concorrere alle future elezioni. A causa di questa mossa i partiti di opposizione accusarono apertamente il FSN di mettere in pericolo la democrazia e di voler ricostituire un omologo del PCR. Malgrado i propositi di rinnovamento, infatti, la base del FSN era strettamente legata all'ideologia comunista e la sua dirigenza aveva avuto un ruolo attivo nel partito unico sotto il regime. I primi mesi del 1990 furono caratterizzati da proteste ed eventi destabilizzanti per l'ordine democratico, come le prime due mineriade avvenute nei mesi di gennaio e febbraio, il conflitto interetnico di Târgu Mureș (marzo) e le manifestazioni anticomuniste conosciute come golaniada (aprile-giugno).

## Campagna elettorale
La campagna elettorale fu legata a quella delle concomitanti elezioni presidenziali. Il FSN rivestiva un ruolo predominante per via del controllo totale esercitato sui mass media e nelle istituzioni e grazie alla figura carismatica e totalizzante di Ion Iliescu. Il discorso politico dei vertici del FSN era volutamente ambiguo e faceva leva sui timori della popolazione nel caso di una vittoria delle forze liberali, paventando scenari che avrebbero portato ad una massiccia disoccupazione, alla vendita a potenze straniere dell'industria statale e alla cessione della Transilvania all'Ungheria.
I principali partiti che si opponevano al quadro del FSN furono quelli "storici", che si richiamavano dichiaratamente alla tradizione politica dei loro partiti predecessori nel periodo tra le due guerre, principalmente il Partito Nazionale Contadino Cristiano Democratico (PNȚCD) e il Partito Nazionale Liberale (PNL). I partiti storici guidarono diverse iniziative di protesta comuni, come quella del 29 gennaio a Bucarest, poi soffocata dall'intervento dei minatori. I leader dell'opposizione reclamarono più volte l'esistenza di casi in cui era stata messa in pericolo la loro incolumità da parte dei sostenitori del FSN, senza che il partito di Iliescu si esprimesse per condannare le violenze. PNL e PNȚCD nei loro discorsi utilizzarono riferimenti diretti ad un ampio processo di liberalizzazione, di privatizzazione, di democratizzazione, di restituzione ai proprietari dei beni confiscati dal regime, di dura opposizione al comunismo e, nel caso del PNȚCD, di restaurazione della monarchia costituzionale. Richiamandosi esplicitamente ai loro programmi politici degli anni trenta, tuttavia, il loro messaggio attraeva solamente una parte dell'intellighenzia urbana e studentesca. Larga parte della società, infatti, reduce da decenni di propaganda comunista, non desiderava discostarsi eccessivamente dal modello socialista, elemento che collocava le loro proposte su un piano idealistico difficilmente realizzabile nell'immediato futuro. Il 9 aprile 1990 PNȚCD, PNL e il terzo partito storico, il Partito Social Democratico Romeno (PSDR) di Sergiu Cunescu, siglarono un patto di non aggressione, che impegnava le tre formazioni al sostegno comune contro le iniziative del FSN, ritenuto il prosecutore diretto del Partito Comunista Rumeno. Ampie manifestazioni antigovernative iniziate il 22 aprile a Piazza Università a Bucarest furono largamente appoggiate dal PNL e PNȚCD, mentre furono avversate dal FSN, dalla televisione di stato e dalla stampa filogovernativa.
A differenza che nella maggior parte del paese, in alcune aree della Transilvania lo scenario politico era polarizzato dallo scontro tra partiti su base etnica. L'Unione Democratica Magiara di Romania (UDMR) apparve in difesa dei diritti della minoranza ungherese, opponendosi alle forze ultranazionaliste romene del Partito dell'Unità Nazionale Romena (PUNR) e dell'Unione del Focolare Romeno (UVR), in un clima esacerbato da decenni di profondo indottrinamento nazionalista filorumeno che aveva soppresso, di fatto, l'espressione delle minoranze.

## Risultati

### Camera dei Deputati
| Liste                        | Liste                                                                                        | Liste  | Voti       | %     | Seggi |
| ---------------------------- | -------------------------------------------------------------------------------------------- | ------ | ---------- | ----- | ----- |
|                              | Fronte di Salvezza Nazionale                                                                 | FSN    | 9 089 659  | 66,31 | 263   |
|                              | Unione Democratica Magiara di Romania                                                        | UDMR   | 991 601    | 7,23  | 29    |
|                              | Partito Nazionale Liberale                                                                   | PNL    | 879 290    | 6,41  | 29    |
|                              | Movimento Ecologista di Romania                                                              | MER    | 358 864    | 2,62  | 12    |
|                              | Partito Nazionale Contadino Cristiano Democratico                                            | PNȚCD  | 351 357    | 2,56  | 12    |
|                              | Alleanza per l'Unità dei Romeni - Partito dell'Unità Nazionale Romena - Partito Repubblicano | AUR    | 290 875    | 2,12  | 9     |
|                              | Partito Democratico Agrario di Romania                                                       | PDAR   | 250 403    | 1,83  | 9     |
|                              | Partito Ecologista Romeno                                                                    | PER    | 232 212    | 1,69  | 8     |
|                              | Partito Socialista Democratico Romeno                                                        | PSDR   | 143 393    | 1,05  | 5     |
|                              | Partito Social Democratico Romeno                                                            | PSDR   | 73 014     | 0,53  | 2     |
|                              | Gruppo Democratico di Centro                                                                 | GDC    | 65 914     | 0,48  | 2     |
|                              | Partito Democratico del Lavoro                                                               | PDM    | 52 595     | 0,38  | 1     |
|                              | Partito del Libero Cambiamento                                                               | PLS    | 47 017     | 0,34  | 1     |
|                              | Partito della Ricostruzione Nazionale di Romania                                             | PRNR   | 43 808     | 0,32  | 1     |
|                              | Partito della Gioventù Liber Democratica di Romania                                          | PTLDR  | 43 188     | 0,32  | 1     |
|                              | Forum Democratico dei Tedeschi in Romania                                                    | FDGR   | 38 768     | 0,28  | 1     |
|                              | Unione Liberale Brătianu                                                                     | ULB    | 36 869     | 0,27  | 1     |
|                              | Unione Democratica dei Rom di Romania                                                        | UDRR   | 29 162     | 0,21  | 1     |
|                              | Partito Democratico Ecologista                                                               |        | 26 058     | 0,19  | -     |
|                              | Partito Cooperativista                                                                       |        | 24 749     | 0,18  | -     |
|                              | Unione Democratica Cristiana                                                                 |        | 24 001     | 0,18  | -     |
|                              | Partito Unito Democratico dei falegnami e dei violinisti Rom                                 |        | 21 847     | 0,16  | -     |
|                              | Partito Contadino Romeno                                                                     |        | 21 588     | 0,16  | -     |
|                              | Partito Liberale della Libertà di Romania                                                    |        | 20 744     | 0,15  | -     |
|                              | Comunità dei Lipoveni di Romania                                                             | CLR    | 17 974     | 0,13  | 1     |
|                              | Partito Unione Cristiano Ortodossa                                                           |        | 17 521     | 0,13  | -     |
|                              | Partito Socialista della Giustizia                                                           |        | 17 484     | 0,13  | -     |
|                              | Partito degli Zingari di Romania                                                             |        | 16 865     | 0,12  | -     |
|                              | Partito dell'Unità Democratica della Moldavia                                                |        | 16 863     | 0,12  | -     |
|                              | Partito dell'Unità Democratica                                                               |        | 16 354     | 0,12  | -     |
|                              | Unione degli Ucraini di Romania                                                              | UUR    | 16 179     | 0,12  | 1     |
|                              | Partito dell'Unione Cristiana                                                                |        | 14 902     | 0,11  | -     |
|                              | Partito Ecologista Umanista                                                                  |        | 12 739     | 0,09  | -     |
|                              | Partito Romeno per una Nuova Società                                                         |        | 12 305     | 0,09  | -     |
|                              | Partito del Lavoro                                                                           |        | 10 744     | 0,08  | -     |
|                              | Unione Democratica dei Serbi di Romania                                                      | UDSR   | 9 095      | 0,07  | 1     |
|                              | Gruppo di Centro Nuova Romania                                                               |        | 9 073      | 0,07  | -     |
|                              | Partito Repubblicano Cristiano                                                               |        | 8 939      | 0,07  | -     |
|                              | Unione Democratica dei Tatari Turco-Musulmani di Romania                                     | UDTTMR | 8 600      | 0,06  | 1     |
|                              | Partito Democratico Cristiano dei Rom di Romania                                             |        | 7 939      | 0,06  | -     |
|                              | Partito Alleanza per la Democrazia                                                           |        | 6 695      | 0,05  | -     |
|                              | Unione Democratica Țara Oasului                                                              |        | 6 215      | 0,05  | -     |
|                              | Partito Social Democratico Cristiano Romeno                                                  |        | 6 194      | 0,05  | -     |
|                              | Fronte Popolare Romeno di Salvezza Nazionale                                                 |        | 5 208      | 0,04  | -     |
|                              | Unione Ellenica di Romania                                                                   | UER    | 4 932      | 0,04  | 1     |
|                              | Unione Libera Democratica dei Rom                                                            |        | 4 605      | 0,03  | -     |
|                              | Unione Democratica degli Slovacchi e dei Cechi di Romania                                    | UDSCR  | 4 584      | 0,03  | 1     |
|                              | Partito Nazionale Romeno                                                                     |        | 3 983      | 0,03  | -     |
|                              | Unione Bulgara del Banato                                                                    | UBB    | 3 451      | 0,03  | 1     |
|                              | Partito Radicale Democratico                                                                 |        | 3 240      | 0,02  | -     |
|                              | Partito per la Ricostruzione Nazionale e Democratica                                         |        | 3 223      | 0,02  | -     |
|                              | Partito Unione Repubblicana                                                                  |        | 2 693      | 0,02  | -     |
|                              | Partito Indipendente Magiaro                                                                 |        | 2 578      | 0,02  | -     |
|                              | Movimento Democrazia Moderna                                                                 |        | 2 488      | 0,02  | -     |
|                              | Unione dei Polacchi di Romania                                                               | UPR    | 2 372      | 0,02  | 1     |
|                              | Forum della Democrazia e dell'Unità Nazionale                                                |        | 2 176      | 0,02  | -     |
|                              | Partito del Lavoro e della Giustizia Sociale                                                 |        | 2 146      | 0,02  | -     |
|                              | Partito del Futuro Democratico della Patria                                                  |        | 2 091      | 0,02  | -     |
|                              | Partito della Giustizia Sociale del Nord-Ovest della Romania                                 |        | 2 073      | 0,02  | -     |
|                              | Partito Nazionale Repubblicano                                                               |        | 1 610      | 0,01  | -     |
|                              | Partito Democratico Progressista                                                             |        | 1 495      | 0,01  | -     |
|                              | Associazione degli ex detenuti politici e vittime della dittatura della Romania              |        | 1 404      | 0,01  | -     |
|                              | Partito Nazionale Progressista                                                               |        | 1 116      | 0,01  | -     |
|                              | Partito Democratico Costituzionale della Romania                                             |        | 946        | 0,01  | -     |
|                              | Partito per la decorazione degli eroi della rivoluzione e la salvezza nazionale              |        | 891        | 0,01  | -     |
|                              | Partito Democratico di Cluj                                                                  |        | 425        | 0,00  | -     |
|                              | Unione degli Armeni di Romania                                                               | UAR    | 399        | 0,00  | 1     |
|                              | Partito della Casa Romena e dell'Europa Democratica                                          |        | 390        | 0,00  | -     |
|                              | Movimento Giovane Democrazia                                                                 |        | 328        | 0,00  | -     |
|                              | Indipendenti                                                                                 | Ind.   | 256 656    | 1,87  | -     |
| Totale                       | Totale                                                                                       | Totale | 13 707 159 |       | 396   |
| Fonte: Università dell'Essex |                                                                                              |        |            |       |       |

| Voti nulli                  | 1 117 858  |
| Votanti (affluenza: 86,19%) | 14 825 017 |
| Aventi diritto voto         | 17 200 720 |

### Senato
| Liste                        | Liste                                                                                        | Liste  | Voti       | %     | Seggi |
| ---------------------------- | -------------------------------------------------------------------------------------------- | ------ | ---------- | ----- | ----- |
|                              | Fronte di Salvezza Nazionale                                                                 | FSN    | 9 353 006  | 67,02 | 91    |
|                              | Unione Democratica Magiara di Romania                                                        | UDMR   | 1 004 353  | 7,20  | 12    |
|                              | Partito Nazionale Liberale                                                                   | PNL    | 985 094    | 7,06  | 10    |
|                              | Movimento Ecologista di Romania                                                              | MER    | 348 637    | 2,50  | 1     |
|                              | Partito Nazionale Contadino Cristiano Democratico                                            | PNȚCD  | 341 478    | 2,45  | 1     |
|                              | Alleanza per l'Unità dei Romeni - Partito dell'Unità Nazionale Romena - Partito Repubblicano | AUR    | 300 473    | 2,15  | 2     |
|                              | Partito Democratico Agrario di Romania                                                       | PDAR   | 221 790    | 1,59  | -     |
|                              | Partito Ecologista Romeno                                                                    | PER    | 192 574    | 1,38  | 1     |
|                              | Partito Socialista Democratico Romeno                                                        | PSDR   | 152 989    | 1,10  | -     |
|                              | Partito Social Democratico Romeno                                                            | PSDR   | 69 762     | 0,50  | -     |
|                              | Gruppo Democratico di Centro                                                                 | GDC    | 65 440     | 0,47  | -     |
|                              | Partito della Ricostruzione Nazionale di Romania                                             | PRNR   | 52 465     | 0,38  | -     |
|                              | Partito del Libero Cambiamento                                                               | PLS    | 46 247     | 0,33  | -     |
|                              | Partito Democratico del Lavoro                                                               | PDM    | 44 360     | 0,32  | -     |
|                              | Unione Liberale Brătianu                                                                     | ULB    | 35 943     | 0,26  | -     |
|                              | Antonie Iorgovan (Indipendente)                                                              | Ind.   | 35 754     | 0,26  | 1     |
|                              | Partito della Gioventù Liber Democratica di Romania                                          | PTLDR  | 32 506     | 0,23  | -     |
|                              | Partito Cooperativista                                                                       |        | 22 869     | 0,16  | -     |
|                              | Unione Democratica Cristiana                                                                 |        | 21 210     | 0,15  | -     |
|                              | Unione Democratica dei Rom di Romania                                                        | UDRR   | 19 847     | 0,14  | -     |
|                              | Forum Democratico dei Tedeschi in Romania                                                    | FDGR   | 19 105     | 0,14  | -     |
|                              | Partito Liberale della Libertà di Romania                                                    |        | 14 546     | 0,10  | -     |
|                              | Partito Democratico Ecologista                                                               |        | 14 496     | 0,10  | -     |
|                              | Partito dell'Unità Democratica                                                               |        | 14 009     | 0,10  | -     |
|                              | Partito dell'Unità Democratica della Moldavia                                                |        | 13 111     | 0,09  | -     |
|                              | Partito del Lavoro                                                                           |        | 11 397     | 0,08  | -     |
|                              | Partito Repubblicano Cristiano                                                               |        | 11 045     | 0,08  | -     |
|                              | Gruppo di Centro Nuova Romania                                                               |        | 9 405      | 0,07  | -     |
|                              | Partito Ecologista Umanista                                                                  |        | 8 888      | 0,06  | -     |
|                              | Unione Democratica dei Tatari Turco-Musulmani di Romania                                     | UDTTMR | 8 439      | 0,06  | -     |
|                              | Unione degli Ucraini di Romania                                                              | UUR    | 8 310      | 0,06  | -     |
|                              | Partito Unione Cristiano Ortodossa                                                           |        | 7 324      | 0,05  | -     |
|                              | Unione Democratica Țara Oasului                                                              |        | 7 131      | 0,05  | -     |
|                              | Partito dell'Unione Cristiana                                                                |        | 7 045      | 0,05  | -     |
|                              | Partito Social Democratico Cristiano Romeno                                                  |        | 6 964      | 0,05  | -     |
|                              | Partito degli Zingari di Romania                                                             |        | 5 565      | 0,05  | -     |
|                              | Partito della Giustizia Sociale del Nord-Ovest della Romania                                 |        | 5 344      | 0,04  | -     |
|                              | Partito Alleanza per la Democrazia                                                           |        | 4 958      | 0,04  | -     |
|                              | Partito del Lavoro e della Giustizia Sociale                                                 |        | 4 400      | 0,03  | -     |
|                              | Partito Romeno per una Nuova Società                                                         |        | 3 860      | 0,03  | -     |
|                              | Partito Contadino Romeno                                                                     |        | 3 547      | 0,03  | -     |
|                              | Partito Unione Repubblicana                                                                  |        | 3 280      | 0,03  | -     |
|                              | Partito per la Ricostruzione Nazionale e Democratica                                         |        | 3 228      | 0,02  | -     |
|                              | Partito Democratico di Cluj                                                                  |        | 2 751      | 0,02  | -     |
|                              | Partito Radicale Democratico                                                                 |        | 2 600      | 0,02  | -     |
|                              | Unione Libera Democratica dei Rom                                                            |        | 2 505      | 0,02  | -     |
|                              | Fronte Popolare Romeno di Salvezza Nazionale                                                 |        | 1 660      | 0,01  | -     |
|                              | Associazione degli ex detenuti politici e vittime della dittatura della Romania              |        | 1 613      | 0,01  | -     |
|                              | Partito Umanitario della Pace                                                                |        | 1 599      | 0,01  | -     |
|                              | Partito Democratico Costituzionale della Romania                                             |        | 1 224      | 0,01  | -     |
|                              | Partito per la decorazione degli eroi della rivoluzione e la salvezza nazionale              |        | 1 089      | 0,01  | -     |
|                              | Partito Nazionale Romeno                                                                     |        | 1 019      | 0,01  | -     |
|                              | Partito del Futuro Democratico della Patria                                                  |        | 1 008      | 0,01  | -     |
|                              | Partito Democratico Progressista                                                             |        | 914        | 0,01  | -     |
|                              | Unione dei Polacchi di Romania                                                               | UPR    | 848        | 0,01  | -     |
|                              | Partito Nazionale Repubblicano                                                               |        | 754        | 0,01  | -     |
|                              | Alleanza dei Lavoratori Libertà Anticomunista e Antifascista                                 |        | 672        | 0,00  | -     |
|                              | Partito Nazionale Progressista                                                               |        | 634        | 0,00  | -     |
|                              | Partito della Casa Romena e dell'Europa Democratica                                          |        | 553        | 0,00  | -     |
|                              | Movimento Giovane Democrazia                                                                 |        | 462        | 0,00  | -     |
|                              | Indipendenti                                                                                 | Ind.   | 391 781    | 2,81  | -     |
| Totale                       | Totale                                                                                       | Totale | 13 956 180 |       | 119   |
| Fonte: Università dell'Essex |                                                                                              |        |            |       |       |

| Voti nulli                  | 1 118 605  |
| Votanti (affluenza: 86,19%) | 14 825 764 |
| Aventi diritto voto         | 17 200 720 |

## Conseguenze

### Primo governo eletto
Il Fronte di Salvezza Nazionale capitalizzò facilmente la propria superiorità organizzativa e mediatica, conquistando la presidenza della repubblica già al primo turno e una maggioranza bulgara in parlamento. Ion Iliescu, che prestò giuramento il 20 giugno per un mandato temporaneo di due anni, si dichiarò disponibile ad accogliere i partiti di opposizione al governo, mentre Câmpeanu rifiutò l'invito, recriminando l'impossibilità di una collaborazione a causa della scarsa indole liberale del FSN.
Dopo il FSN, i partiti che ottennero il numero maggiore dei voti, PNL e UDMR con circa il 7%, rappresentavano forze minoritarie incapaci di condurre un'opposizione efficace. Nel mese di giugno i manifestanti accampati in Piazza Università a Bucarest dal mese di aprile, bollati da Iliescu come hooligan (golani), furono sgomberati con la violenza su sprone delle istituzioni, in quella che passò alla storia come mineriada del giugno 1990. Dopo due settimane si insediò il governo Roman II.

### Reazioni degli osservatori
Malgrado gli apprezzamenti da parte degli osservatori internazionali, gli stessi lamentarono l'esistenza di elementi di criticità che avevano indebolito la correttezza del voto e del successo del processo democratico. I leader dell'opposizione denunciarono persino il ricorso a brogli.